# Jay Weinberg
Jay Weinberg (* 8. září 1990) je americký hudebník a bubeník. Je synem amerického bubeníka Maxe Weinberga. Hrál s americkou punkovou kapelou Reveling a cestoval v roce 2009 jako bubeník s Brucem Springsteenem E Street Band, nahrazovat jeho otce. Během roku 2010 byl krátce bubeníkem pro Madball. V průběhu let 2011 a 2012 hrál Weinberg s Against Me !. Od roku 2014 do roku 2023 byl bubeníkem americké metalové skupiny Slipknot. Byl jejím nejmladším členem a nahradil bubeníka Joeyho Jordisona, který hrál se Slipknot od 1995 do 2013. Se skupinou Slipknot se rozešli 5.11.2023. V březnu 2024 se stal bubeníkem skupiny Suicidal Tendencies a Infectious Grooves.

## Život a vzdělávání
Weinberg je synem bubeníka Maxa Weinberga, který vstoupil do skupiny E Street Band v roce 1975, jeho matka, Rebecca "Becky" (Schick), byla bývalá učitelka. Vyrostl v Middletown černošské čtvrti, New Jersey. Jeho matka byla metodistka a jeho otec žid. Jeho sestra je Ali Weinberg Rogin (ženatá s Joshem Roginem). Jako dítě dělal brankáře v hokeji. V 9 letech nejprve viděl E Street Band na jejich 1999–2000 Reunion turné, a viděl přehlídky na tomto a následujících turné, obzvláště v Evropě. Přibližně v té době ho vzal jeho otec na Ozzfest na kterém viděl kapelu Slipknot, která mu dala spřízněnost pro heavy metal a jiné intenzivní hudební žánry, jeho otec ho vystavil k široké paletě jiné hudby. Na kytaru začal hrát v 9 letech, basu ve věku 12/13 let. Pak začal hrát na bicí ve věku 14, dostat jen nemnoho lekcí od jeho otce bez hodně instrukcí, používat jeho otce staré vybavení. Další rok hrál jako host na vystoupení s kapelou Used a následně s punk rockery Bouncing Souls. Hrál v New Jersey metalové skupině Chaosis. Navštěvoval střední Rumson-Fair Haven  kde hrál v hokejovém družstvu, hrál v skupině Sadie Mae, kterou absolvoval v roce 2008. Weinberg vystudoval Stevens Institute of Technology v New Jersey v roce 2014. V srpnu 2008 se připojil k punkové skupině Reveling, se kterou hraje v Manhattanu a v různých místech v Brooklynu. S nimi dělá některé písně skupiny a aranžování.

## Slipknot
V roce 2014 se Weinberg stal bubeníkem pro kapelu Slipknot po odchodu Joeyho Jordisona na konci roku 2013 . Baskytarista Alessandro Venturella se ke kapele taky připojil. Bylo to tajemství, protože v té době nebyli oficiálními členy; Bývalý bubenický technik pro kapelu odhalil, že novým bubeníkem je Weinberg. Venturella byl také jmenovaný na itineráři, ačkoli fanoušci ho odhalili dříve přes jeho tetování na rukou. Weinberg byl nakonec oficiálně odhalen jako bubeník při rozhovoru s Jimem Rootem pro Ultimate-guitar.
S kapelou Weinberg nahrál všechna alba od roku 2014, tedy .5: Grey Chapter, We Are Not Your Kind a The End, So Far.  
5. listopadu 2023 kapela oznámila Weinbergův odchod.

## Vybavení
Je firemním hráčem Vater Percussion, SJC Custom Drums, Zildjian cymbals a Evans drumheads.